# Reiss Nelson
Pour les articles homonymes, voir Nelson.
Reiss Nelson, né le 10 décembre 1999 à Londres, est un footballeur anglais qui évolue au poste de milieu de terrain à Arsenal FC.

## Biographie

### En club

#### Arsenal
Formé à l'Arsenal FC, Nelson signe son premier contrat professionnel avec les Gunners le 23 décembre 2016.
Après quelques matchs amicaux en Emirates Cup, il prend part à sa première rencontre officielle avec Arsenal le 6 août 2017. Il fait son entrée en fin de match lors du Community Shield face à Chelsea, que les Gunners remportent à l'issue de la séance de tirs au but.
Le 20 janvier 2018, il fait sa première apparition en Premier League en entrant en fin de rencontre face à Crystal Palace (victoire 4-1). Il participe à seize rencontres toutes compétitions confondues lors de sa première saison professionnelle avec Arsenal. Parallèlement, il remporte le championnat de Premier League 2 avec l'équipe réserve d'Arsenal et est sacré meilleur joueur de la compétition.
Le 31 août 2018, Nelson signe un contrat de cinq ans avec son club formateur avant d'être prêté dans la foulée pour une saison pour 500 000 livres au TSG 1899 Hoffenheim. Il inscrit sept buts en vingt-neuf matchs toutes compétitions confondues sous le maillot du club allemand.
Le 24 septembre 2019, Reiss Nelson inscrit son premier but avec Arsenal à l'occasion de la réception de Nottingham Forest en Coupe de la Ligue anglaise (5-0).
Il est de nouveau prêté pour la saison 2021-2022 au Feyenoord Rotterdam où il inscrira 4 buts et délivrera 7 passes décisives avant d'être réintégrer à l'effectif des gunners.

### En équipe nationale
International anglais, Nelson porte le maillot des moins de 17 ans à onze reprises et inscrit onze buts. Il participe au championnat d'Europe de cette catégorie en 2016, durant laquelle il inscrit trois buts. L'Angleterre est cependant battue en quarts de finale par l'Espagne.
Le 11 octobre 2018, Nelson participe à sa première rencontre avec l'équipe d'Angleterre espoirs lors d'un comptant pour les éliminatoires de l'Euro 2019 contre Andorre. Il se démarque en inscrivant le sixième but des Anglais, qui s'imposent 7-0.
Le 27 mai 2019, il fait partie des vingt-trois joueurs sélectionnés pour participer à l'Euro espoirs 2019 avec l'équipe d'Angleterre.

## Statistiques
| Saison                | Club                  | Championnat           | Championnat | Championnat | Championnat | Coupe nationale | Coupe nationale | Coupe nationale | Coupe de la Ligue | Coupe de la Ligue | Coupe de la Ligue | Supercoupe | Supercoupe | Supercoupe | Compétition(s) continentale(s) | Compétition(s) continentale(s) | Compétition(s) continentale(s) | Compétition(s) continentale(s) | Angleterre | Angleterre | Angleterre | Total | Total | Total |
| Saison                | Club                  | Division              | M.          | B.          | P.d.        | M.              | B.              | P.d.            | M.                | B.                | P.d.              | M.         | B.         | P.d.       | Comp.                          | M.                             | B.                             | P.d.                           | M.         | B.         | P.d.       | M.    | B.    | P.d.  |
| 2017-2018             | Arsenal FC            | Premier League        | 3           | 0           | 0           | 1               | 0               | 0               | 3                 | 0                 | 0                 | 1          | 0          | 0          | C3                             | 8                              | 0                              | 0                              | -          | -          | -          | 16    | 0     | 0     |
| 2019-2020             | Arsenal FC            | Premier League        | 17          | 1           | 0           | 2               | 1               | 1               | 1                 | 1                 | 1                 | -          | -          | -          | C3                             | 2                              | 0                              | 1                              | -          | -          | -          | 22    | 3     | 3     |
| 2020-2021             | Arsenal FC            | Premier League        | 2           | 0           | 0           | 1               | 0               | 0               | 1                 | 0                 | 0                 | 1          | 0          | 0          | C3                             | 4                              | 1                              | 1                              | -          | -          | -          | 9     | 1     | 1     |
| 2021-2022             | Arsenal FC            | Premier League        | 1           | 0           | 0           | -               | -               | -               | -                 | -                 | -                 | -          | -          | -          | -                              | -                              | -                              | -                              | -          | -          | -          | 1     | 0     | 0     |
| 2022-2023             | Arsenal FC            | Premier League        | 11          | 3           | 2           | 2               | 0               | 0               | 1                 | 0                 | 1                 | -          | -          | -          | C3                             | 6                              | 0                              | 0                              | -          | -          | -          | 20    | 3     | 3     |
| 2023-2024             | Arsenal FC            | Premier League        | 15          | 0           | 0           | 1               | 0               | 0               | 2                 | 1                 | 0                 | -          | -          | -          | C1                             | 5                              | 0                              | 2                              | -          | -          | -          | 23    | 1     | 2     |
| 2024-2025             | Arsenal FC            | Premier League        | 1           | 0           | 0           | -               | -               | -               | -                 | -                 | -                 | -          | -          | -          | -                              | -                              | -                              | -                              | -          | -          | -          | 1     | 0     | 0     |
| Sous-total            | Sous-total            | Sous-total            | 50          | 4           | 2           | 5               | 1               | 2               | 8                 | 2                 | 2                 | 2          | 0          | 0          | -                              | 25                             | 1                              | 4                              | 0          | 0          | 0          | 90    | 8     | 10    |
| 2018-2019             | TSG Hoffenheim (prêt) | Bundesliga            | 23          | 7           | 0           | 1               | 0               | 1               | -                 | -                 | -                 | -          | -          | -          | C1                             | 5                              | 0                              | 0                              | -          | -          | -          | 29    | 7     | 1     |
| 2021-2022             | Feyenoord (prêt)      | Eredivisie            | 21          | 2           | 4           | 1               | 0               | 1               | -                 | -                 | -                 | -          | -          | -          | C4                             | 10                             | 2                              | 3                              | -          | -          | -          | 32    | 4     | 8     |
| 2024-2025             | Fulham FC (prêt)      | Premier League        | 11          | 1           | 0           | -               | -               | -               | 1                 | 1                 | 0                 | -          | -          | -          | -                              | -                              | -                              | -                              | -          | -          | -          | 12    | 2     | 0     |
| Total sur la carrière | Total sur la carrière | Total sur la carrière | 105         | 14          | 6           | 7               | 1               | 2               | 9                 | 3                 | 2                 | 2          | 0          | 0          | -                              | 40                             | 3                              | 17                             | 0          | 0          | 0          | 163   | 21    | 27    |

## Palmarès

### En club
- Arsenal FC
  - Vainqueur du Community Shield en 2017 et 2020.